# Hydroptila asteria
Hydroptila asteria är en nattsländeart som beskrevs av Malicky 1997. Hydroptila asteria ingår i släktet Hydroptila och familjen smånattsländor. Inga underarter finns listade i Catalogue of Life.